# Trigomphus beatus
Trigomphus beatus – gatunek ważki z rodziny gadziogłówkowatych (Gomphidae).